# Julian Filipowicz
Julian Filipowicz (n. 13 septembrie 1895, Lemberg, Regatul Galiției și Lodomeriei, Austro-Ungaria – d. 14 august 1945, Otwock, Mazovia, Polonia) a fost general maior al Forțelor Armate poloneze și comandant al Armatei Interne în zona Cracovia-Silezia. A fost, de asemenea, comandant al Serviciului pentru Victoria Poloniei⁠(d) în regiunea Cracovia și inspector al sediului principal al Uniunii pentru Lupta Armată⁠(d) și Armatei Interne. 

## Biografie
Filipowicz s-a născut la 13 septembrie 1895 la Lemberg, în familia lui Antoni și Justyna Derpowska. A fost fratele lui Pawel Piotr⁠(d)  și Tadeusz Justyn⁠(d), locotenent-colonei de artilerie; în 1940 ambii aveau să fie victime ale Masacrului de la Katyn.
În 1913 a absolvit școala reală din Lemberg, apoi a devenit student la politehnica locală.
După izbucnirea Primului Război Mondial, s-a alăturat Legiunilor poloneze din august 1914 până în iulie 1917, luptând în Regimentul 1 Ulani. Între 5 februarie și 31 martie 1917 a fost student la cursul de ofițeri de cavalerie al Regimentului 1 Ulani din Ostrołęka. A terminat cursul cu un rezultat foarte bun. La acea vreme, avea gradul cel mai înalt. La 23 iulie 1917, după criza Jurământului, a devenit membru al Corpului auxiliar polonez din Galiția.
În septembrie același an, el a fost arestat sub suspiciunea de agitație și a petrecut două luni într-o închisoare din Przemyśl. După eliberarea sa, a fost înrolat în al 8-lea ulan al Armatei Austriece, staționate în Transilvania. În iunie 1918 i s-a acordat permisie, apoi a dezertat și s-a alăturat Organizației Militare Poloneze din regiunea Lublin.
În timpul șederii sale în Lemberg în noiembrie 1918, el s-a alăturat unității căpitanului Mieczyslaw Boruta-Spiechowicz de îndată ce a izbucnit războiul polonez-ucrainean. Pe 15 noiembrie a fost promovat la rangul de sublocotenent. Din decembrie 1918 până în mai 1919 a servit în serviciul de informații al regimentului de artilerie al celui de-al patrulea câmp pe frontul ucrainean. În iunie a fost transferat la Regimentul de Ulani al Legiunii 11, în calitate de comandant de escadron în războiul polonez-sovietic. Deja în octombrie a fost trimis la Școala de Conducere a Ofițerilor, după absolvire în aprilie 1920, a devenit instructor și ofițer de legătură la Divizia a 6-a ucraineană. În luna iulie a aceluiași an a fost promovat la gradul de locotenent. În august s-a întors la unitatea a 11-a de ulani în calitate de comandant de escadron.

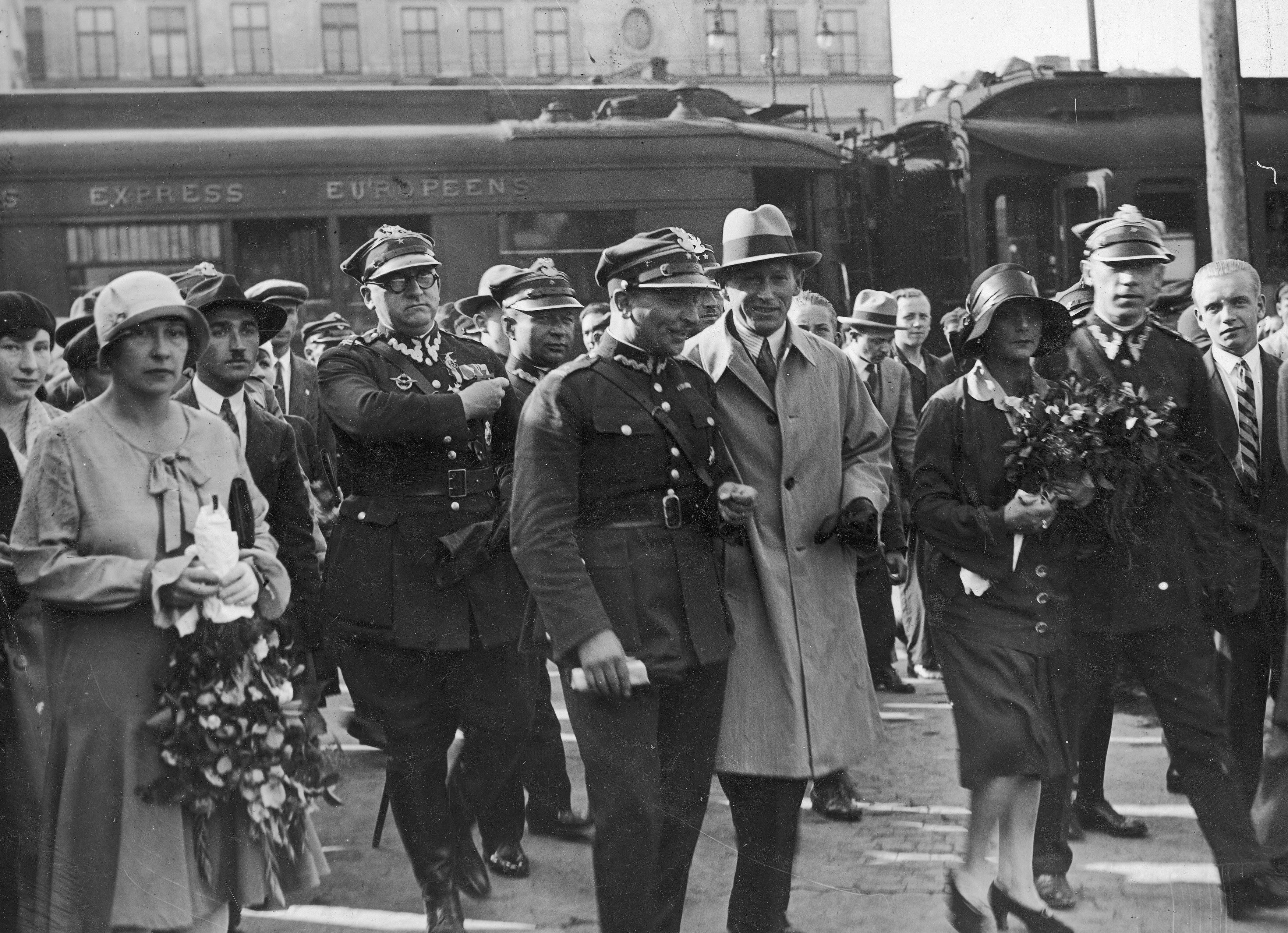
Maiorul (în prim plan, într-o haină subțire) însoțit, printre alții, de: maiorul (purtând ochelari), locotenent-colonelul Julian Filipowicz (în stânga maiorului Kubala), șef adjunct al Departamentului de Aeronautică maiorul (primul din dreapta în prim plan, în uniformă) cu soția (cu pălărie închisă la culoare, cu flori) pe peronul gării (1929)

După încheierea războiului a rămas în Regimentul 11 în calitate de comandant de escadron. Din 15 august 1924, după ce a fost avansat la gradul de maior, a fost comandantul școlii de subofițeri din regimentul său. În timpul Loviturii de stat din mai a trimis regimentul la Varșovia în regim de urgență, unde a sprijinit unitățile lui Piłsudski. La 23 mai 1927 a fost numit adjunct al comandantului de regiment. În anii 1928–1930 a fost student la Wyższa Szkoła Wojenna din Varșovia. La 1 noiembrie 1930, după finalizarea cursului și obținerea unei diplome de ofițer, a fost numit comandant al Regimentului 7 Ulan Lublin din Mińsk Mazowiecki. La 4 iulie 1935 a preluat comanda regimentului 3 de puști călare în Wołkowysk. 

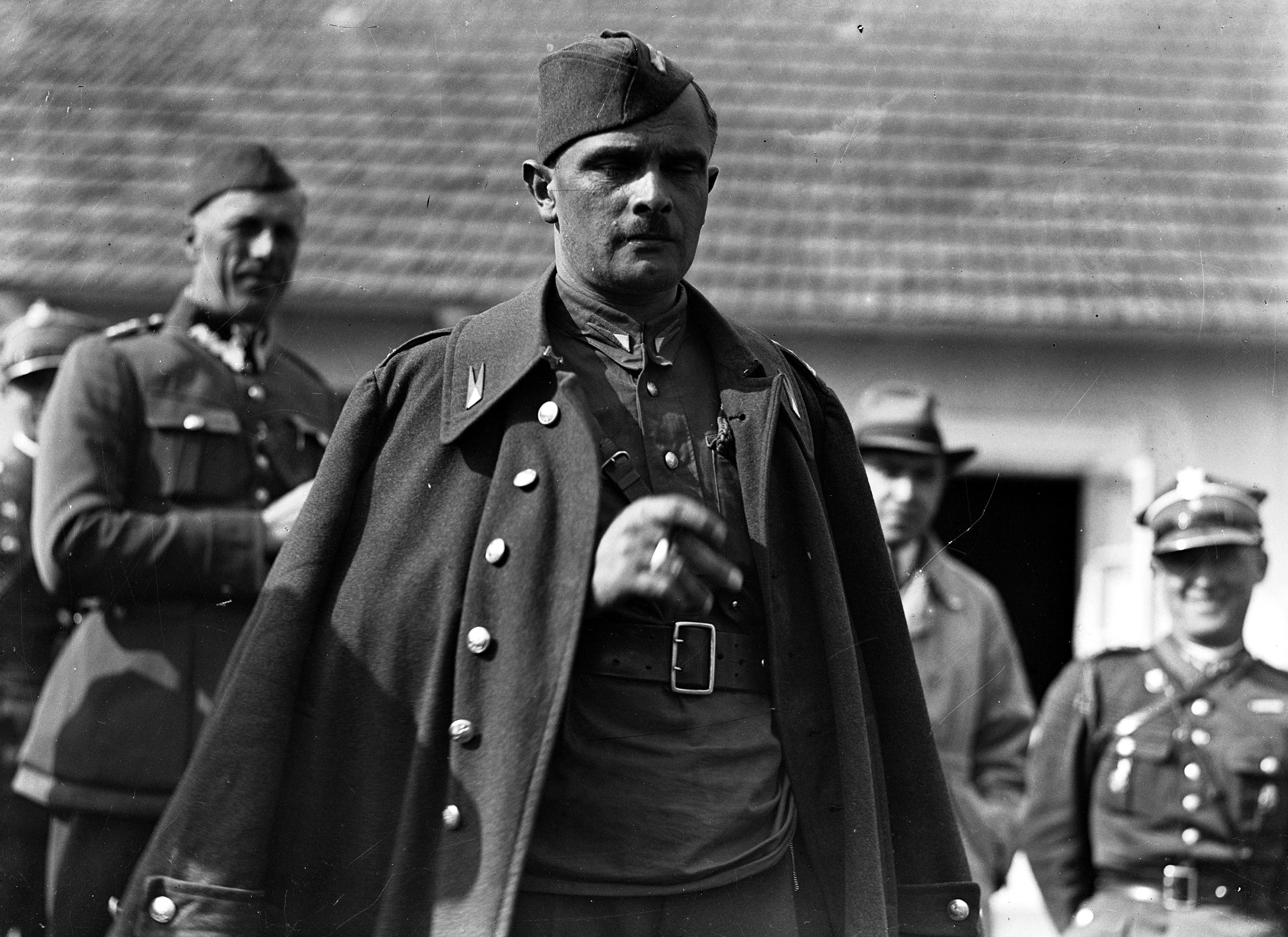
Un grup de lăncieri din Regimentul 7 de lăncieri din Lublin în fața conacului în care sunt încarcerați. În prim plan, colonelul Julian Filipowicz (1933)

În iunie 1939 i s-a încredințat comanda Brigăzii de Cavalerie Wołyńska din Równe. El a condus brigada în timpul Campaniei din septembrie, trecând pe ruta de luptă de la Mokra prin Varșovia până la Bătălia de la Tomaszów Lubelski.
La 23 septembrie 1939 a desființat rămășițele unității sale și, în haine civile, s-a îndreptat spre Varșovia, unde s-a alăturat statului polonez clandestin în activitățile conspirative ale Serviciului pentru Victoria Poloniei. La începutul anului 1940 a fost arestat de Gestapo și închis în închisoarea Pawiak, de unde a evadat la 10 mai 1940, ascuns într-un camion de gunoi.
După evadarea și convalescența sa, a devenit șeful districtului Cracovia, pe care l-a comandat până în martie 1941, când a fost arestat din nou și închis la închisoarea Montelupich, unde a fost torturat în timpul interogatoriilor. Întrucât era torturat și inconștient, a fost declarat din greșeală decedat și dus la morgă, din care a scăpat după ce și-a recăpătat cunoștința. S-a îmbolnăvit de tuberculoză în timp ce se afla în închisoare și, în timp ce evada, a fost evacuat la Otwock, unde a fost plasat într-o pensiune privată lângă un sanatoriu pulmonar. Din cauza incapacității sale de a se întoarce la Cracovia, a fost numit comandant al districtului Białystok AK. Din cauza bolii grave, nu a reușit să preia o nouă funcție; a fost eliberat și trecut în rezerva de personal. La 15 august 1942 a fost avansat la gradul de general de brigadă la cererea comandantului-șef al Armatei Interne.
Înainte de Revolta din Varșovia, a fost numit la sediul Cartierului General al Armatei Interne, dar nu s-a prezentat pentru că a intrat Armata Roșie. Din cauza bolilor pe care le-a dobândit, a făcut cancer pulmonar. A murit la 14 august 1945 la Otwock ca urmare a unei hemoragii induse de tumoră și a fost înmormântat la cimitirul parohial local (sectorul V-15-353c). La cererea ministrului Apărării Naționale, președintele Republicii Polone Andrzej Duda i-a acordat postum gradul de general-maior, printr-un decret din 11 iulie 2019. 

## Decorații
- Virtuti Militari, Cruce de aur[8]
- Virtuti Militari, Cruce de Argint[3]
- Crucea Independenței (12 mai 1931)
- Ordinul Polonia Restituită, Crucea de Ofițer (11 noiembrie 1937)
- Ordinul Polonia Restituită, Crucea de Cavaler[necesită citare]
- Crucea Valorii[necesită citare]
- Crucea de Merit[necesită citare]
- Medalie comemorativă pentru războiul din 1918–1921[9]
- Medalia Deceniul Recâștigarii Independenței[9]